# Hanish
Hanish (arapski: جزر حنيش) su otočna skupina u Crvenom moru.

## Geografija
Tri najveća otoka su: Jabal Zuqar (~ 130 km²), Al-Hanish al-Kabir (Veliki Hanish, ~ 116 km²) i mnogo manji Al-Hanish al-Saghir (Mali Hanish) između.

## Povijest
Pravo na otoke polagalo je Osmansko Carstvo, od čega je Turska odustala 1923. Od tog trenutka, oni su bili pod upravom talijanske kolonije Eritreje do 1941. Godine 1941., nakon predaje talijanskih kolonijalnih snaga, britanska vojska uspostavila Eritreju kao protektorat. Tijekom 1970., Etiopija (u kojoj je i Eritreja) i Jemen spore se oko otoka. Eritrejske separatističke snage koristile su otočje Hanish, kao bazu za napade na etiopske vojne ciljeve.
Većina otoka danas je dio Jemena, ali prije 1998. – 1999., Eritreja je polagala pravo na njih. Nakon duge rasprave na međunarodnom sudu pod vodstvom dr. Abdula Karima Aleryanija, Jemen je dobio puno vlasništvo nad većim otocima, a Eritreja je dobila rubne otoke na jugozapadu.
Godine 1991., Eritreja se osamostalila i željela ostvariti suverenitet nad otočjem Hanish. Došlo je do kratkog sukoba između Eritreje i Jemena u kojem je poginulo desetak ljudi na obje strane. Nakon duge rasprave na međunarodnom sudu, Jemen je dobio puno vlasništvo nad većim otocima, a Eritreja je dobila rubne otočiće na jugozapadu.

## Vanjske poveznice
|  | Zajednički poslužitelj ima još gradiva o temi Hanish |